# 鷲尾勇平
鷲尾 勇平（わしお ゆうへい、別名：鷲尾 雅史、1883年〈明治16年〉12月10日 - 1952年〈昭和27年〉9月10日）は、日本の紡績技術者、実業家。日清紡績第3代社長。

## 略歴
新潟県新潟市本町通14番町（現 新潟市中央区本町通14番町）の鷲尾甚平の長男として出生。
1901年（明治34年）3月に新潟中学校を卒業、1904年（明治37年）7月に第一高等学校を卒業、1908年（明治41年）7月に東京帝国大学工科大学機械工学科を卒業。
1908年（明治41年）9月に日清紡績に技師として入社、見習生、主任を経て、1915年（大正4年）12月に高岡工場長に就任、1917年（大正6年）2月から東京紡績の創立とともに工務部長として工場建設に従事。
1919年（大正8年）12月に日清紡績本社工場長に就任、1921年（大正10年）12月に取締役に就任、1926年（大正15年）12月に工務部第一課長に就任、1931年（昭和6年）1月に工務部工場課長に就任。
1931年（昭和6年）12月に日清紡績常務取締役に就任、1938年（昭和13年）12月に日清紡績専務取締役に就任、1940年（昭和15年）12月に日清紡績第3代取締役社長に就任。
1944年（昭和19年）3月に陸軍の要請により、陸軍兵器行政本部特別査察使（将官待遇）に就任、日本全国の軍需工場の労務管理を査察、6月に日清紡績取締役社長を退任、7月に日清紡績顧問に就任。
川越紡績専務取締役（代表取締役）、日新染布取締役、東亜製麻取締役、日本形染取締役社長、日本ブレーキライニング取締役社長、東京バリウム取締役社長、興南棉花取締役社長、理研護謨工業監査役なども務めた。
1952年（昭和27年）9月10日午前4時15分に静岡県熱海市泉の自宅で癌のため死去、68歳没。9月12日に東京都中央区築地の築地本願寺において日清紡績による社葬が執り行われた。
宮島清次郎（日清紡績第2代社長）とともに機械の修繕を行い、ともに夜間の仕事を行い、日清紡績本社の2階の一室に二人机を向かい合わせ、日中戦争から太平洋戦争にかけての歴史上最大の激動の時代に経営を行った。
桜田武（日清紡績第4代社長）は、1952年（昭和27年）9月17日からイギリスのロンドンなどで開催の国際綿業会談への出発の挨拶を兼ね、熱海の病床の鷲尾勇平を見舞って半日近く話をして過ごした。日清紡績の事業や従業員のこと、工場長や役員の人事まで、鷲尾勇平は喜んで相談に乗った。最後に鷲尾勇平は桜田武に、「日清紡績の社長って、案外つらいもんだよ」と、繊維部門の縮小、飛行機生産への転換、海外進出など、戦時下の経営が苦難に満ちていたことを示唆している。

## 人物
毎朝定刻前に出社し、やむを得ない事情による欠勤が数日のみであった。
数理に明るく、暗算に優れ、労務管理のために日清紡績の450人の職員の顔と名前と年齢を正確に記憶した。温情を持って部下をいたわり、部下は鷲尾勇平を敬い慕った。
日清紡績高岡工場に工場長として赴任した鷲尾勇平は直ちに、従業員との関係を円満に保ちながら、高岡紡績時代から続いていた工場や事務所の悪い習慣を廃止したり、遅れている点を改善したりして、能率の向上を図った。
関東大震災が発生すると、日清紡績本社工場長の鷲尾勇平は2カ月余り一度も帰宅しないで工場に寝泊まりして復興の陣頭指揮を執った。
東京帝国大学の左翼学生や急進労働運動家たちに扇動され日清紡績の工員たちを扇動したため解雇された本社第二工場の元工員3名と同調した工員たちと日本労働組合評議会の組合員10名が女子寄宿舎の食堂の食卓に土足で上って演説し始めると、工場長の鷲尾勇平は先頭に立って部下たちを引き連れ食堂に入っていって大音声で立退きを命じ、演説していた者たちを引きずり下ろして警官に引き渡した。
日清紡績では従業員が過激な思想を持つのを防いで健全な心身を培うためにスポーツが奨励され、本社工場では工場長の鷲尾勇平が自らテニスコートの審判台に立って従業員たちとスポーツを楽しんだ。
1938年（昭和13年）夏、綿の国家統制に関する法令に多くの業者が違反した事件（禁綿事件）に日清紡績の社員たちが巻き込まれ取調べのため警察に留置された時、常務取締役の鷲尾勇平はその社員たちの各家庭を訪問して家族に事情を説明し、子どもたちには玩具などをあげた。
1952年（昭和27年）9月初めに癌で重態の鷲尾勇平を見舞った日清紡績島田工場の副長と主任が、外に見舞い客が見えたため、辞去しようと部屋を出たところ、鷲尾勇平が大きな声で呼び止め、「島田をシッカリ頼むぞ」と力強い声で激励した。死の直前まで日清紡績の将来を思い、後輩を激励することを忘れなかった。

## 表彰
- 1921年（大正10年）07月01日 - 第一回国勢調査記念章[39]
- 1940年（昭和15年）11月10日 - 紀元二千六百年祝典記念章[40]

## 親族・親戚
- 鷲尾方一 - 男孫（六男の次男）、原子力工学者、早稲田大学名誉教授。
- 山本開蔵 - 嫁の父（長男の妻の父）、海軍技術科（造船科）士官、海軍技術（造船）中将。
- 加藤鯛一 - 嫁の父（四男の妻の父）、衆議院議員、ジャーナリスト。
- 遠山芳三 - 婿の父（三女の夫の父）、遠山證券創業者・初代社長。
- 遠山元一 - 遠山芳三の従甥（従兄の長男）、日興證券創業者・初代社長。

## 論文
- 「紡績原料としての人纎の實用的諸性質に就いて」『纎維工業學會誌』第6巻第10号、479-489頁、和田重威・小笠原鋪[共著]、繊維工業学会、1940年。